# Estádio Ellis Park
O Estádio Ellis Park (em inglês:  Ellis Park Stadium) é um estádio localizado em Johannesburgo, na África do Sul, que foi sede da Copa do Mundo de 2010.
O estádio pertence ao time de rugby Golden Lions, hospeda também vários jogos da Seleção Sul-Africana de Rugby, é considerado um dos principais estádios de rugby do país, mas também é usado pelo time de futebol Orlando Pirates.
Inaugurado em 1928, atualmente pode receber 59.611 torcedores para jogos de futebol ou rugby. É o estádio mais moderno do país.
Em 11 de abril de 2001, foi palco de uma das maiores tragédias do esporte: durante um jogo entre Kaizer Chiefs e Orlando Pirates, 43 torcedores morreram tentando entrar no estádio, quando 30.000 torcedores tentavam entrar no estádio que já estava lotado.

## Competições

### Copa do Mundo de Rugby de 1995
O estádio foi o principal palco da Copa do Mundo de Rugby de 1995, recebendo a final.

### Copa das Confederações de 2009
O Ellis Park foi utilizado na Copa das Confederações como o principal estádio. Ele foi sede tanto da abertura, quanto da final.

### Copa do Mundo FIFA de 2010

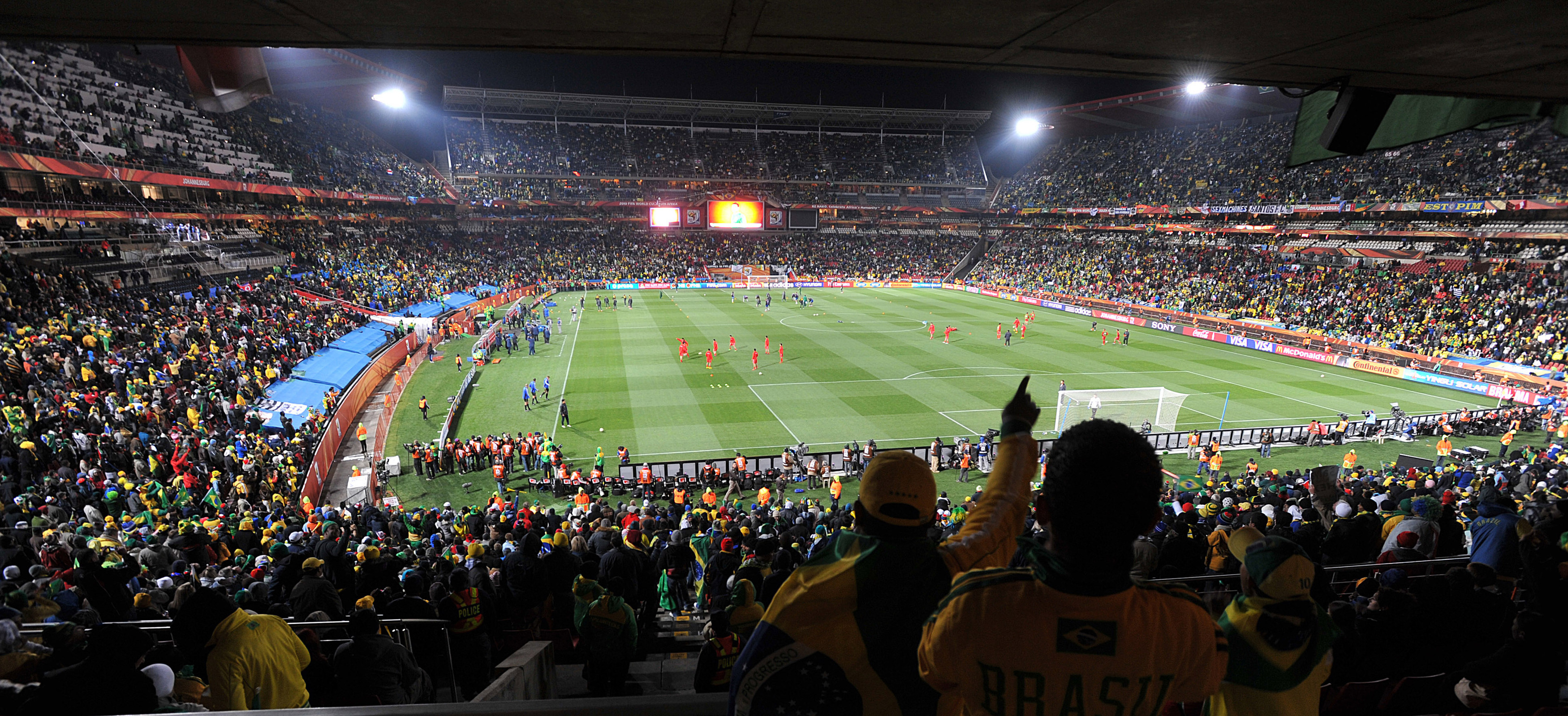
Estádio durante a partida entre Brasil e Coreia do Norte na Copa de 2010.

Além de cinco partidas da primeira fase, o estádio receberá uma partida das oitavas-de-final e uma das quartas-de-final.
| Data   | Hora (UTC+2) | 1ª equipe  | Placar | 2ª equipe       | Fase    | Público |
| ------ | ------------ | ---------- | ------ | --------------- | ------- | ------- |
| 12 jun | 16:00        | Argentina  | 1–0    | Nigéria         | Grupo B | 55 686  |
| 15 jun | 20:30        | Brasil     | 2–1    | Coreia do Norte | Grupo G | 54 331  |
| 18 jun | 16:00        | Eslovênia  | 2–2    | Estados Unidos  | Grupo C | 45 573  |
| 21 jun | 20:30        | Espanha    | 2–0    | Honduras        | Grupo H | 54 386  |
| 24 jun | 16:00        | Eslováquia | 3–2    | Itália          | Grupo F | 53 412  |
| 28 jun | 20:30        | Brasil     | 3–0    | Chile           | Oitavas | 54 096  |
| 3 jul  | 20:30        | Paraguai   | 0–1    | Espanha         | Quartas | 55 359  |